# Trochomorpha carolinae
Trochomorpha carolinae es una especie de molusco gasterópodo de la familia Zonitidae en el orden de los Stylommatophora.

## Distribución geográfica
Es endémica de Micronesia.